# Can Draper
Can Draper es una masía histórica de La Ametlla, en el Vallés Oriental. 
Está situada al sur del término municipal, junto al acceso desde la C-17 ya la izquierda del torrente de Can Reixac. Originaria del 1151, era conocida en ese momento como Mas Barceló, nombre que conservaría hasta el 1393 en que Ramón Draper se casa con la heredera de la casa.
Hay que situar el aspecto actual en el siglo XVI cuando la importancia de la explotación agrícola incluye el barrio de casas de los campesinos con un cerrado y la torre de protección, fechada en 1574. La masía conserva múltiples elementos góticos, como las ventanas y portales, así como la capilla de la Virgen del Rosario.
La importancia de Can Draper en la vida del pueblo es patente en la cantidad de cargos a las instituciones municipales que han sido ocupados por los herederos de la familia.
Dentro de la finca, cerca de un camino de fácil acceso, se encuentra un nevero artificial (41°39′17″ N, 2°15′46″ E) datado entre los siglos XVII y XIX.

## Arquitectura
La masía está formada por diversas construcciones que forman un complejo en torno a un gran patio cerrado y por una torre exterior. Esta torre, originalmente de defensa, es de planta cuadrada con planta baja y tres pisos, coronada por una balaustrada. En la planta baja hay una capilla con pinturas muy deterioradas. La capilla había poseído ornamentos y un retablo gótico que desapareció durante la guerra civil. Falta también una campana en lo alto de la torre, la cual fue prestada en 1939 a la parroquia de La Ametlla y no fue devuelta. En las fachadas hay ventanas góticas, y una de ellas tiene un escut con la inscripción de 1551.
Hay una escultura en altorrelieve bajo la ventana de la torre, en la cara este, representando a un guerrero a tamaño natural, con capa, empuñando un arma y escudo con la inscripción "IHS". Hay dos inscripciones más, una en la cinta que tiene alrededor con la inscripción en latín: "Con este signo vencerás". La otra, al pie de la figura cita: " A la edad de LV años".
Hay también un relieve situado en la fachada sur de la torre, bajo la ventana del primer piso, consistente en una piedra de forma rectangular con una legenda enmarcada por hojas y frutas, y sostenida por unas figuras infantiles desnudas, en altorrelieve. En la parte superior e inferior de la leyenda hay una cara. La inscripción dice: "FONCH EDIFICADA LA PRESETN TORRA A XXVI DE MAIG DE L'ANY MDLXXIIII PER LO HONORABLE EN JAUME DRAPER".
La capilla de la Virgen del Rosario adscrita a San Ginés de la Ametlla (arzobispado de Montbui-Puiggraciós, Obispado de Tarrasa) es el edificio más oriental del conjunto de construcciones de esta importante masía.

## Historia
Mucho antes de la construcción de Mas Draper existía en ese lugar un pequeño edificio llamado Mas Barceló, el más antiguo documentado en la Ametlla, constando que existía ya en 1172. Este nombre figuró en documentos hasta 1393. Desde entonces, pasa a ser herencia de Ramon Draper, casado con la hija de Barceló. La construcción fortificada responde a las necesidades de defensa del siglo XV con la Guerra de los Remensas.
Los siglo XVI y XVII permitieron un resurgimiento de la agricultura y la ganadería, tras años de pestes, hambrunas y luchas sociales. En la Ametlla se reconstruyeron muchas masías y se construye la iglesia parroquial en 1679. El patrimonio se vio augmentado y a mediados del siglo XVI, en vida del propietario Jaume Draper, se construye el gran edificio actual y su torre de defensa separada por un puente que podía aislar completamente el Casal de la Torre en momentos de peligro.
Se dice que la escultura del guerrero fue hallada enterrada en cerca del más. Por su forma podría tratarse de la tapa de una tumba. Es tradición en la familia Draper que la piedra esculpida fue un obsequio de los picapedreros a Jaume Draper al terminar las obras del casal y la torre.
La capilla todavía celebra misas. Contiene un bien conservado archivo local.